# Harlungasagan
Harlungasagan tillhör den tyska sagokretsen om den ostrogotiske kungen Ermanarik.
Harlungarna är Ermanariks brorsöner, som på grund av illvilligt förtal dödas av Ermanarik. Berättelsen är utförligast skildrad i den fornnorska Didrikssagan från 1200-talet, som skrevs efter tyska källor och översattes till svenska på 1400-talet.